# Justyna Steczkowska
Justyna Steczkowska   (Rzeszów, 2 d'agost de 1972) és una cantant, compositora, fotògrafa i actriu polonesa. Va representar Polònia al Festival de la Cançó d'Eurovisió de 1995 amb la cançó «Sama», que va acabar en el lloc 18è. Va tornar a representar el país a Eurovisió el 2025 amb la cançó «Gaja».
Va néixer a Rzeszów i va créixer a Baranówka, un petit poble del voivodat de Subcarpàcia. És la quarta de nou fills de Danuta i Stanisław Steczkowski, professora de música i director d'orquestra. El pare provenia d'una família gòrala i la família de la seva mare era d'ascendència tàtara. Quan tenia cinc anys, es va traslladar amb la seva família a Stalowa Wola, on va estudiar a l'escola estatal de música Ignacy Jan Paderewski. L'any 1991 es va graduar a l'escola de música que pertany al Complex Escolar Musical núm. 1 de Rzeszów. Justyna tocava el violí en una banda familiar abans de convertir-se en cantant solista. Té un rang vocal de quatre octaves.
Va començar la seva carrera musical cantant en bandes de rock i jazz. El 1994, va guanyar la final de la primera edició del programa Szansa na sukces i va obtenir el premi Karolinka al 31è Festival Nacional de la Cançó Polonesa a Opole. El 1995, va guanyar la final del Festival de la Cançó dels Països Bàltics i va representar Polònia al 40è Festival de la Cançó d'Eurovisió amb la cançó «Sama», que es va situar en dinovena posició. Des de 1996 ha publicat 19 àlbums d'estudi, inclosos 15 àlbums en solitari: Dziewczyna Szamana (1996), Naga (1997), Dzień i Noc (2000), Alkimja (2002), Femme Fatale (2004), Daj mi Chwilę (2007), Puchowe Kołysanki (2008), To mój czas (2009), XV (2012), Puchowe Kołysanki 2 (2013), Anima (2014), Maria Magdalena. All Is One (2019), Szamanka (2022), Steczkowska Demarczyk (2023) i Witch Tarohoro (2024), així com quatre gravacions amb altres artistes: Mów do mnie jeszcze (2001) amb Paweł Deląg, Mezalianse (2011) amb Maciej Maleńczuk, Ale szopka amb Urszula Dudziak (2011) i I na co mi to było? (2015) amb Boban Markovic. També va compondre i gravar la banda sonora de la pel·lícula Na koniec świata (1999). Aquestes van ser algunes de les seves cançons d'èxit: «Dziewczyna Szamana», «Grawitacja», «Oko za oko», «Za karę», «D.N.A», «Witch Tarohoro» i «Gaja».
Steczkowska ha rebut nombrosos premis, com ara sis premis Fryderyk i una Medalla de Bronze al Mèrit de la Cultura - Gloria Artis.
Va ser protagonitzar el documental Justyna, va interpretar papers episòdics en diverses pel·lícules i sèries i també va aparèixer en diverses obres de teatre. Va ser subcampiona de la sisena temporada de Dancing with the Stars. Taniec z gwiazdami el 2007, i va ser copresentadora de l'adaptació polonesa de Dancing on Ice, Gwiazdy tańczą na lodzie, el 2008. Va ser entrenadora de The Voice of Poland a la segona temporada, entre la 4 i la 5 i entre la 12 i la 14, i dos dels seus concursants van guanyar la competició.
El 2024, va quedar segona a la selecció nacional de Polònia per al Festival de la Cançó d'Eurovisió 2024 amb la cançó «Witch-er Tarohoro». L'any següent, va guanyar la final de la preselecció nacional de Polònia per a Eurovisió i va tornar a representar el país després de 30 anys amb la cançó «Gaja».